# Astragalus crassifolius
Astragalus crassifolius är en ärtväxtart som beskrevs av Oskar Eberhard Ulbrich. Astragalus crassifolius ingår i släktet vedlar, och familjen ärtväxter. Inga underarter finns listade i Catalogue of Life.